# Onze-Lieve-Vrouw van Hanswijk (Mechelen)
De Onze-Lieve-Vrouw van Hanswijk, ook Hanswijkbasiliek genoemd, is een basiliek in Mechelen.

## Geschiedenis
In het gehucht Hanswijk, aan de oever van de Dijle, strandde in de 10e eeuw een geladen schip dat niet meer vooruit te krijgen was, tot iemand op het idee kwam om het Onze-Lieve-Vrouwebeeld aan de oever te brengen. Nu voer de boot weer verder. De inwoners besloten hieruit dat Maria ter plaatse wenste vereerd te worden.
Het beeld werd overgebracht naar een nabije bidplaats, toegewijd aan Lambertus en Catharina.
De kapel werd snel een drukbezocht bedevaartsoord. Ze werd voor het eerst, in 1263, vermeld bij Thomas van Cantimpré, een Brabantse dominicaan van Kamerijk.

## Onze-Lieve-Vrouw van Hanswijk
Het oorspronkelijke beeld verdween in de 16e eeuw. Het huidige beeld, 1,45 m hoog, is gemaakt uit notelaar. De gekrulde vlechten vallen langs de rug en gedeeltelijk vóór de schouders. Maria houdt een scepter in de rechterhand terwijl ze links het kindje Jezus draagt. Het leunt tegen de borst van de moeder en houdt een appel in de rechterhand.
Het beeld is in goede staat en draagt nog de sporen van de oude polychromie. In de rug staat het merkteken van een tot nu toe onbekend gebleven kunstenaar: twee in elkaar gewerkte driehoeken. Het beeld van Maria wordt meegedragen tijdens de jaarlijkse Hanswijkprocessie.
Het beeld werd door kardinaal Victor-Augustus Dechamps op 30 juli 1876 pauselijk gekroond, in opdracht van paus Pius IX.

## De kerk
De huidige barokkerk werd grotendeels gebouwd tussen 1663 en 1681 volgens het plan van architect Lucas Faydherbe. De eerste steen werd in 1663 gelegd door aartsbisschop Andreas Cruesen. Ze werd in gebruik genomen op 30 mei 1678.
De rotonde heeft een diameter van 15,50 m; de koepel is 34 m hoog.
De kerk vertoont een merkwaardige combinatie van lang- en centraalbouw. De middenbeuk wordt na de derde travee onderbroken door een brede rotonde, waarrond de twee zijbeuken zijn doorgetrokken.
Wegens de te zware drukking van de koepel moest de architect de meest schragende kolommen versterken. Ze werden twee aan twee door trekijzers en ankers verbonden. Om het interieur niet te ontsieren werden ze bekleed met stucwerk. De misvorming van de bogen werd door een architecturale versiering verborgen.
Borstbeelden van de Latijnse kerkvaders bekronen de vier portieken. Die van Ambrosius en Augustinus zijn van Lucas Faydherbe; die van Gregorius en Hiëronymus, uit 1729, zijn van de Mechelse beeldhouwer Jan-Frans Boeckstuyns.
Boven de kolommen van de rotonde bracht de architect twee grote reliëfbogen aan uit avendelsteen die de val van Jezus onder het kruis en de aanbidding van de herders voorstellen. Deze werken werden in 1944 beschadigd.
De preekstoel is het mooiste sieraad van de kerk. Hij werd op 4 mei 1743 voor 4.000 gulden ondernomen. Alexander Jozef Rubens, kleinzoon van Pieter Paul Rubens schonk hiervoor 2.994 gulden.
De kansel werd in 1746 uitgevoerd door de Mechelse beeldhouwer Theodoor Verhaegen. Onderaan stellen twee levensgrote beelden Adam en Eva voor na de zondeval. Jahweh, een oude man met baard, spreekt tot Adam. Met de ene hand toont hij de op de grond kruipende serpent en met de andere hand wijst hij naar het medaillon op de kuip waarop Maria met het kind is afgebeeld. De vergiffenis en de verlossing worden hier beloofd. Boven het klankbord wordt Maria door engelen ten hemel opgenomen. Een hoge boom met wijde vertakking, waarin ook een door engelen gedragen draperie is verwerkt, overschaduwt het geheel.

### Labyrint
Achteraan in de kerk bevindt zich een labyrint. Dit labyrint heeft slechts één ingang en het pad leidt automatisch naar het centrale punt. Het labyrint werd aangelegd tijdens de restauratie van 1892 en is van marmer: het zwarte pad is van Noir de Basècle en het witte van carraramarmer. Vanaf 2011 is het labyrint volledig te bekijken; voordien stonden er stoelen op.

## Bezoek van de Paus
Paus Johannes Paulus II kwam op 18 mei 1985 op zijn 65ste verjaardag op bedevaart.

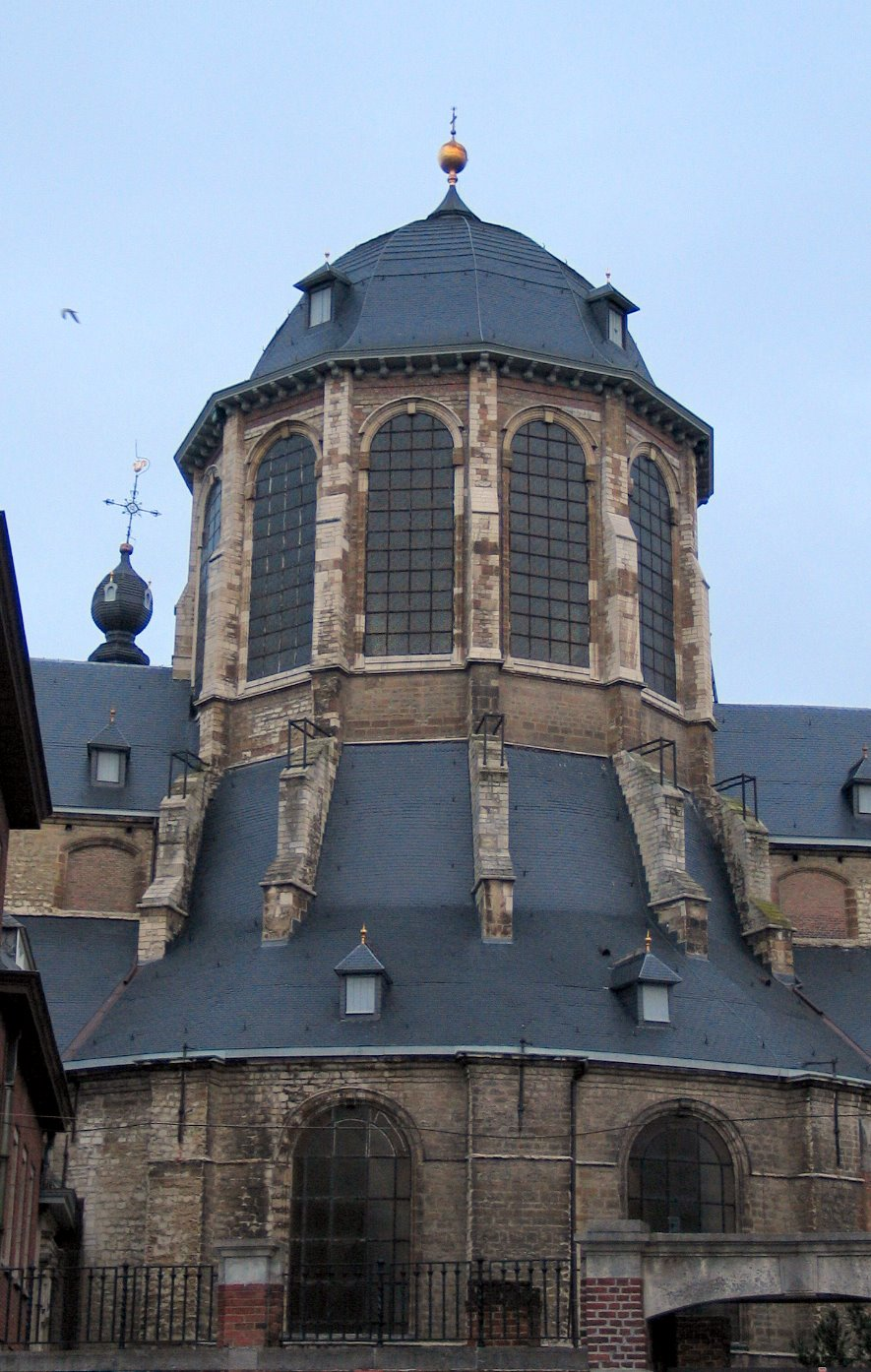
Koepel van de Onze-Lieve-Vrouw van Hanswijk
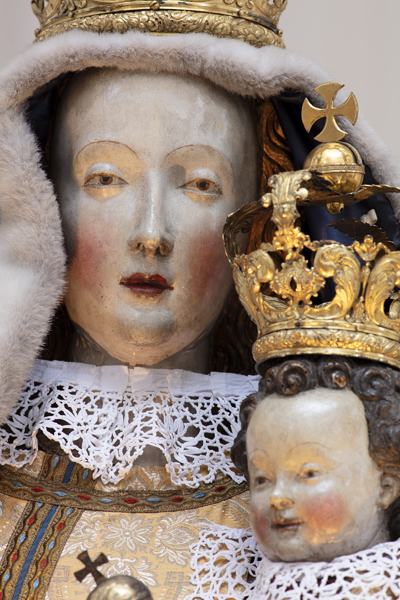
Onze-Lieve-Vrouw van Hanswijk
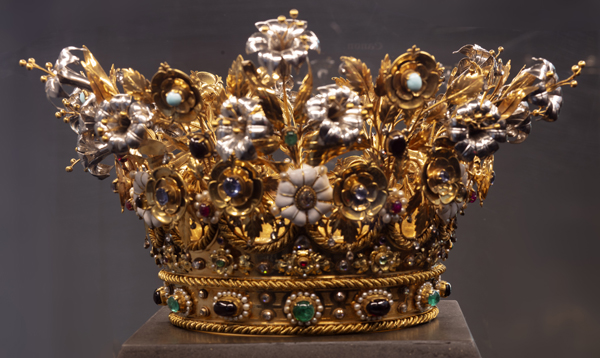
Kroon gesmeed door Bourdon edelsmid.
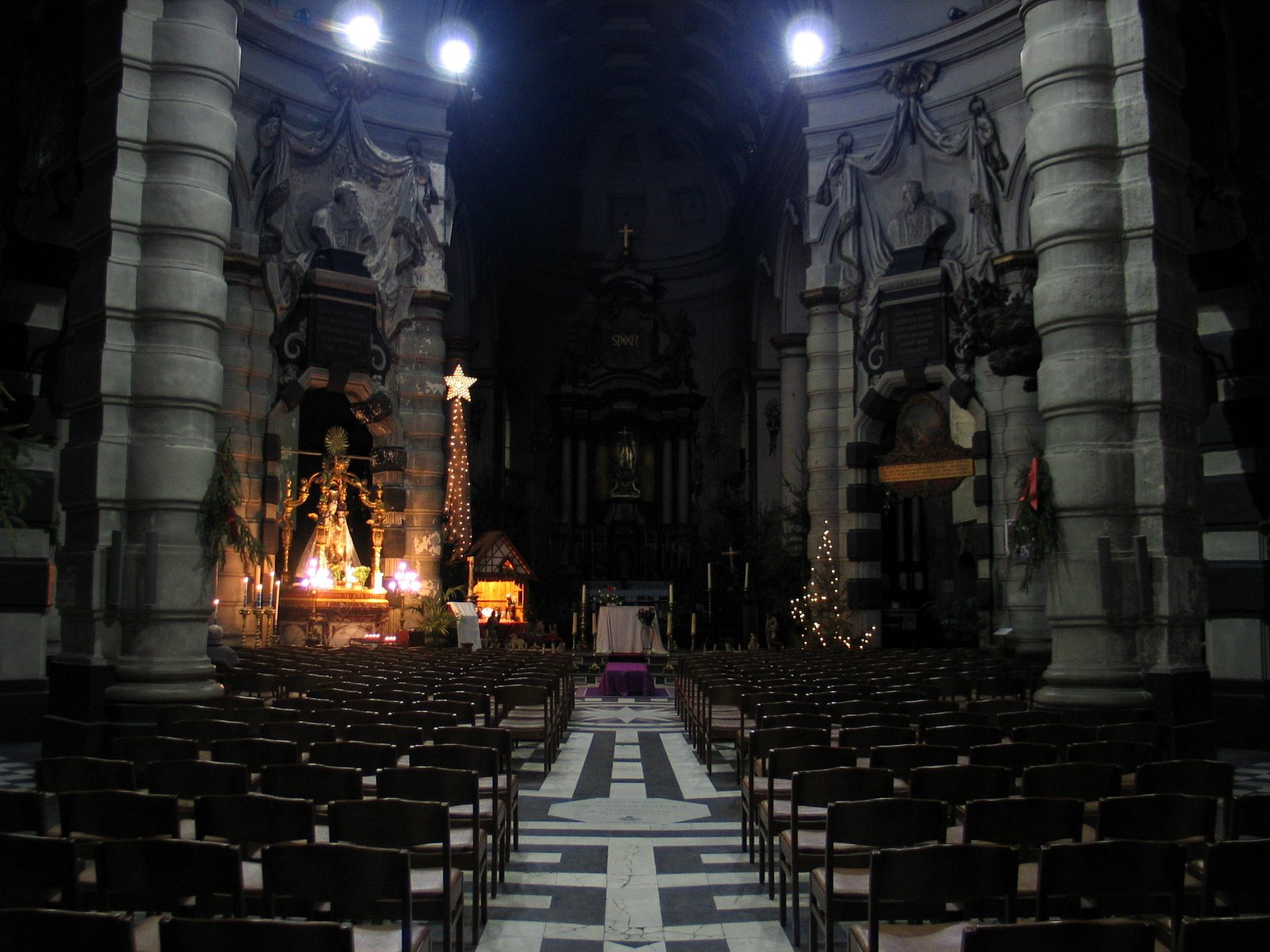
Interieur van de basiliek
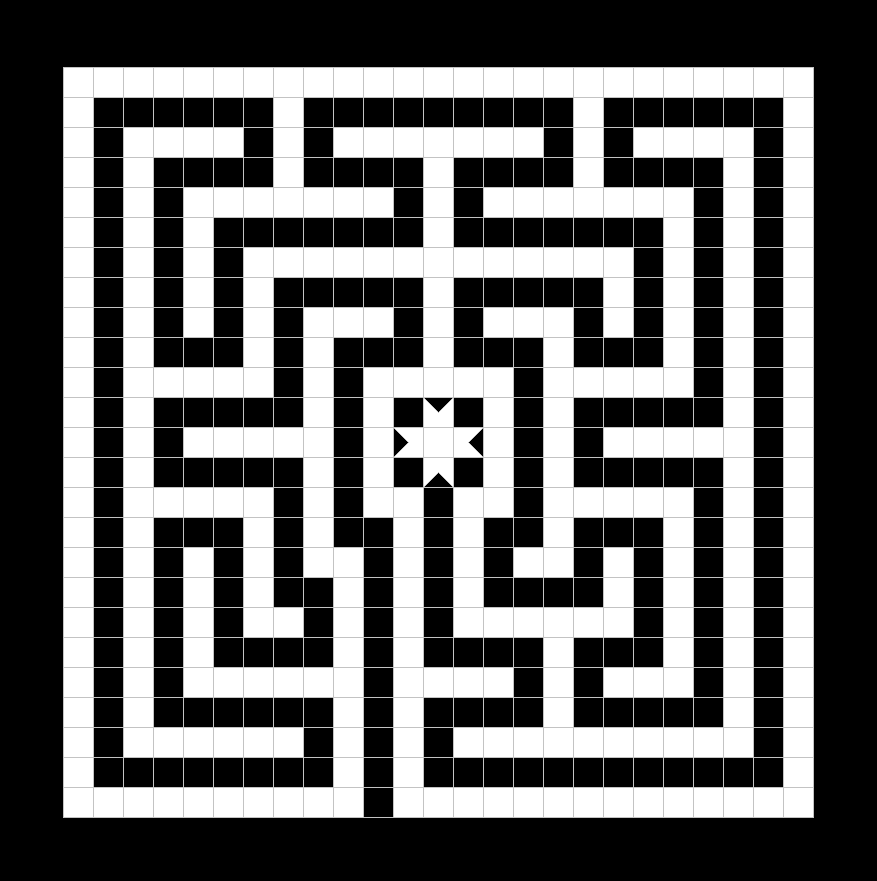
Tekening van het labyrint op de vloer van de basiliek
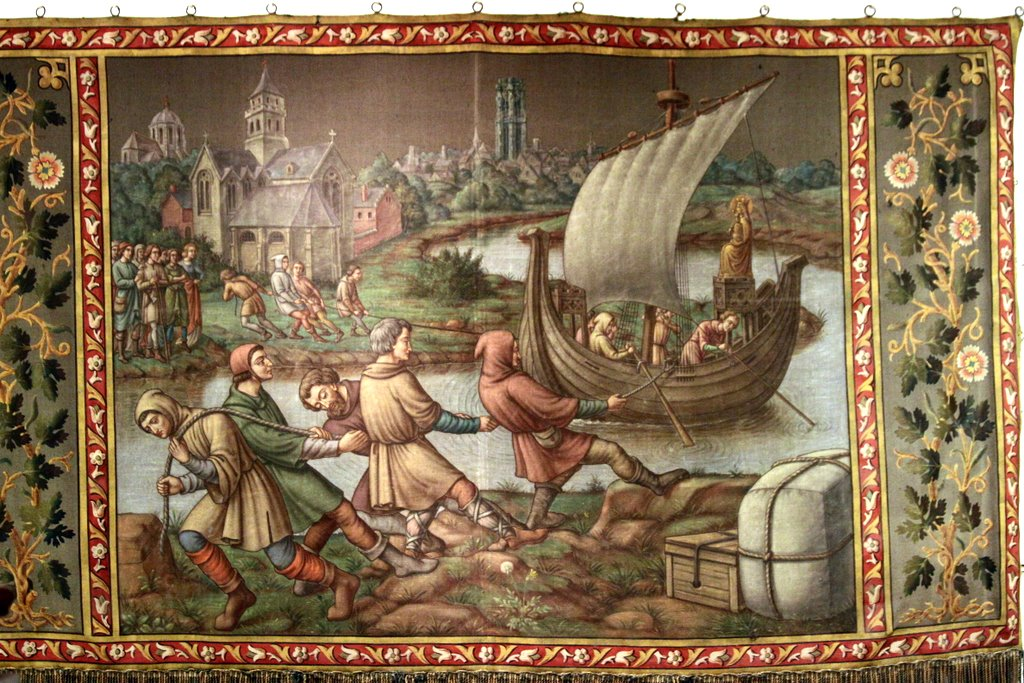
Aankomst Onze-Lieve-Vrouw van Hanswijk
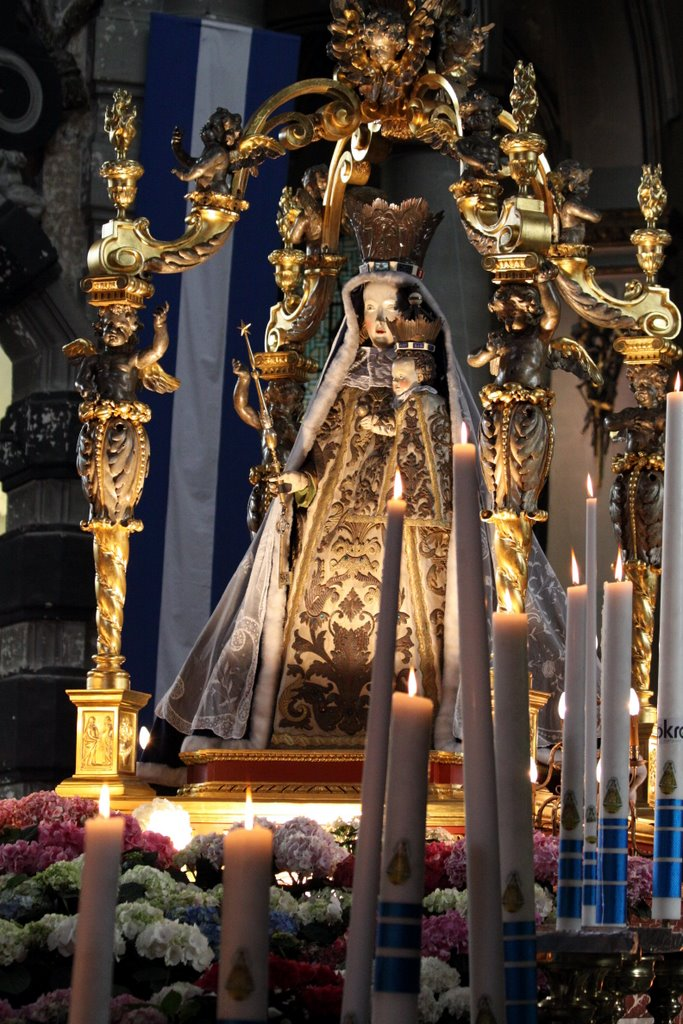
Onze-Lieve-Vrouw van Hanswijk na de processie (2009)